# دوري جزر البهاما لكرة القدم
دوري جزر البهاما لكرة القدم هو الدوري الوطني لكرة القدم في البهاما، .البطل الحالي هو نادي بيرس.